# Pierre Chaunu
Pierre Chaunu (Belleville-sur-Meuse, 17 agosto 1923 – Caen, 22 ottobre 2009) è stato uno storico francese.
Specialista della storia dell'America spagnola e della storia sociale e religiosa della Francia dell'Ancien Régime, ha insegnato alla Sorbona di Parigi ed è stato un fondatore e diffusore del nuovo metodo della storiografia quantitativa.

## Infanzia e giovinezza
Pierre Chaunu rimasto orfano della madre dopo pochi mesi dalla sua nascita fu allevato dagli zii poiché suo padre era spesso assente da casa per il suo lavoro di ferroviere. Educato secondo i principi laici russoniani e volteriani il suo pensiero fu connotato da un certo anticlericalismo e conformismo cattolico .
Visse nel paese di Ban-Saint-Martin vicino a Metz sino all'età di 15 anni e in seguito per sfuggire all'occupazione tedesca con i suoi zii si trasferì a Rouen, in Normandia.
Chaunu ha lasciato scritto di essere stato fin dalla sua giovinezza appassionato della storia  di quasi tutti i periodi storici. Poiché era divenuto adulto vivendo a Verdun dove vivevano i suoi nonni materni ebbe modo di conoscere molto bene i territori dove si erano scontrati i francesi e i tedeschi. In quella medesima regione della Lorena Chaunu ebbe modo di osservare le tracce degli avvenimenti della guerra fra Francia e Germania del 1870-1871 e di studiare il passato medioevale di Metz.
Ciò che più influenzò gli interessi storici di Chaunu furono le morti della madre, di suo zio e di suo figlio appena adolescente. La morte produce l'oblio ed egli volle impedire che questo accadesse arricchendo la "memoria del prima" e così far indietreggiare la morte.

## Il debutto da storico
Conseguito il baccalaureato Chaunu si indirizzò agli studi storici preferendoli a quelli di medicina. Dal 1940 al 1944 studiò alla Sorbona dove si formò anche politicamente aderendo alle idee di De Gaulle e contrapponendosi al socialismo francese. Nel 1945 conobbe Fernand Braudel dal quale rimase profondamente influenzato. Compiuti gli studi universitari sposò Huguette Catella e ritorno a Bar-le-Duc dove scrisse la sua tesi di laurea dedicata allo scrittore Eugène Sue che sarà pubblicata nel 1948 e che egli considerò nella sua ego-storia come un componimento di leggero impegno.
Fra il 1948 e il 1951 Chaunu visse in Spagna a Siviglia e Madrid per condurre una campagna di ricerche relative ai rapporti commerciali tra l'Atlantico e  il Pacifico alla fine pubblicando Le Pacifique (1960-1966) e i dodici volumi di Séville et l'Atlantique (1955-1960) una interpretazione della storia dell'impero Spagnolo .
Nel 1954 si converte a una Chiesa riformata. e dal 1955 al 1956 come professore di liceo insegna storia. Dal 1956 al 1959 è distaccato al Centro Nazionale della Ricerca scientifica
Nel 1960 porta a conclusione la tesi avanzata in Séville et l'Atlantique dove formulava l'ipotesi che «la crisi economica degli inizi del XVII secolo rappresentata dall'interruzione dei traffici dell'Atlantico fu provocata dallo storno di una gran parte della produzione d'argento americano a favore della Cina» . Poiché la crisi dei traffici atlantici era simile a quella del Pacifico Chaunu vide che la sua ipotesi non era corretta e allora ipotizzò che la diminuzione degli scambi commerciali fosse dovuta a una catastrofe demografica originata dall'incontro tra gli europei immunizzati con gli indigeni privi di difese immunitarie. Questa teoria lo fece avvicinare alle posizioni della demografia storica.
Nel 1961 entra a far parte della Scuola delle Annales e continuerà a pubblicare le sue ricerche sulla Spagna e l'America per vent'anni.
Nel 1968 in occasione delle manifestazioni studentesche del maggio '68 Chaunu chiede delle riforme ad opera della Destra sostenendo che possano avvenire a poco a poco nel quadro del sistema esistente. In un suo saggio di ego-storia Chaunu scrive che gli avvenimenti di quell'anno lo influenzeranno profondamente ma egli è deluso dall'operato degli studenti che sabotano tutti gli sforzi degli storici di far progredire la scienza .

## Fondatore della storiografia quantitativa
Chaunu fonda il centro di ricerche di storia quantitativa e pubblicherà l'Atlas historique de Normandie, gli Annales de Normandie e i Cahiers des Annales de Normandie.
Si interessò allo sviluppo demografico in Europa con un punto di vista differente da quello conosciuto dello sviluppo demografico nell'America spagnola. Perciò egli presenta un sistema complesso organizzato a proposito della modificazione fondamentale, dal XII al XV secolo, del cambiamento d'età avvenuto per i matrimoni . Riguardo a quest'argomento Chaunu pubblicò diverse opere come L'Europe classique (1966), L'Europe des Lumières (1971),  Histoire, sciences sociales (1974),  Un futur sans avenir (1979) e  Histoire et imagination (1980). Molti articoli sullo stesso argomento sono poi apparsi nella Histoire quantitative, histoire sérielle.
Nel libro Histoire, sciences sociales, Chaunu presenta il proprio pensiero storico . Egli tenta di descrivere l'avvenire con gli elementi offerti dal tempo presente. Integra in quest'opera la storia economica con la demografia storica che rende possibile una misura dei comportamenti umani in rapporto alla morte introducendo così un nuovo criterio di ricerca. Si interroga sulle ragioni e sulle conseguenze dello choc demografico europeo. La caduta demografica del 1973 è al centro delle sue ricerche fondate sullo studio dell'evoluzione di una società verso un prossimo avvenire. Con la pubblicazione del libro De l'histoire à la prospective nel 1975 introduce una prima analisi storica del presente mentre con le opere Dans le refus de la vie (1975) et La peste blanche (1976) predice il declino demografico in Europa e in Francia, indicandone come una delle cause la diffusione dell'aborto.

## Storia sociale e religiosa in Francia
La storia della francia ha particolarmente interessato Chaunu specialmente per l'età dell'Ancient Régime. Le sue opere sono una mescolanza di storia quantitativa e di storia sociale: le opere L'histoire de la sensibilité des Français à la France, Histoire de France, Grande Chronique de Saint Denis, France, La Mort à Paris ou encore Trois mille foyers parisiens aux XVIIe et XVIIIe dimostrano il suo patriottismo e l'attaccamento al paese natale. In questi scritti tratta della storia della morte, dei comportamenti nascosti nei testamenti parigini, dei trattamenti dell'infanzia prendendo ad esempio Luigi XVIII di Francia e della conduzione di vita del popolo .
Successivamente in una serie di articoli (Le temps des réformes, Culture et société, La mémoire et le sacré, La violence de Dieu, etc.) cominciò ad interessarsi di filosofia e religione impegnandosi nei dibattiti nel 1968 riguardanti l'aborto  collegandoli alle sue ricerche demografiche in Europa e alle sue convinzioni religiose.
Nelle sue ricerche riguardo all'evoluzione demografica dei paesi industrializzati, egli dichiara che esse sono «anche compromesse dalle violazioni portate e un principio fondamentale della civiltà giudaico-cristiana» il che sarebbe una «posizione fastidiosa di fronte all'ascesa del terzo mondo».
Pierre Chaunu uno degli analisti più penetranti delle democrazie occidentali rimane durante tutto questo periodo fedele alla tradizione liberale  mantenendo la funzione polemica che, secondo lui, la storia deve avere.

## Posterità e influenza
Durante tutta la sua attività Chaunnu nonè stato soltanto uno storico ma anche giornalista, e uomo di media alla radio e alla televisione 
Fu insegnante di storia moderna alla Sorbona per vent'anni fino al suo ritiro. Fu membro dell'Académie des Sciences Morales et Politiques nel 1982 (sezione Storia e Geografia) e suo presidente nel 1993.
Lo storico Emmanuel Le Roy Ladurie ha esaltato la «potenza intellettuale eccezionale» di Pierre Chaunu considerando che «le grandi sintesi che egli ha realizzato per la collezione Arthaud consacrata alle grandi civiltà» e che hanno portato sull'Europa classica e l'Europa dei lumi rimangono dei capolavori di storia totale 
Padre di sei figli (fra i quali il disegnatore Emmanuel Chaunu), lo storico fondatore della storia quantitativa muore il 22 ottobre 2009 a Caen.

## Opere
- Histoire de l'Amérique latine, Paris, PUF, coll. « Que sais-je ? », 1949. Réédition en 2009.
- Séville et l'Atlantique (1504-1650), Paris, SEVPEN, 12 volumes, 1955-1960.
- Les Philippines et le Pacifique des Ibériques, Paris, SEVPEN, 2 volumes, 1960-1966.
- L'Amérique et les Amériques de la préhistoire à nos jours, Paris, Armand Colin, 1964.
- La Civilisation de l'Europe classique, Paris, Arthaud, 1966.
- L'Expansion européenne du XIII siècle, Paris, PUF, 1969.
- Conquête et exploitation des nouveaux mondes, Paris, PUF, 1969.
- La Civilisation de l'Europe des Lumières, Paris, Arthaud, 1971.
- L'Espagne de Charles Quint, Paris, SEDES, 2 volumes, 1973.
- Démographie historique et système de civilisation, Rome, EFR, 1974.
- Histoire, science sociale, Paris, SEDES, 1974.
- Le Temps des Réformes, Paris, Fayard, 1975.
- De l'histoire à la prospective, Paris, Robert Laffont, 1975.
- Les Amériques, Paris, Armand Colin, 1976.
- La peste blanche (avec Georges Suffert), Paris, Gallimard, 1976.
- Séville et l'Amérique aux XVI et XVIII siècles, Paris, Flammarion, 1977.
- La Mort à Paris (XVI et XVII siècles), Paris, Fayard, 1978.
- Histoire quantitative, histoire sérielle, Paris, Armand Colin, 1978.
- Le sursis, Paris, Robert Laffont, 1978
- La mémoire et le sacré, Pluriel, Calmann-Lévy, 1978
- La France ridée, Paris, Pluriel, 1979
- Un futur sans avenir, Histoire et population, Calmann-Lévy, 1979
- Histoire et imagination. La transition, Paris, PUF, 1980.
- Église, culture et société. Réforme et Contre-Réforme (1517-1620),  Paris, SEDES, 1980.
- Histoire et décadence, Paris, Perrin, 1981.
- La France, Paris, Robert Laffont, 1982.
- Pour l'histoire, Paris, Perrin, 1984.
- L'Aventure de la Réforme. Le monde de Jean Calvin, Paris, Desclée de Brouwer, 1986.
- Apologie par l'histoire, Paris, Œil, 1988.
- Le Grand Déclassement, Paris, Robert Laffont, 1989.
- 3 millions d'années, 80 milliards de destins, Paris, Robert Laffont, 1990.
- Reflets et miroir de l'histoire, Economica, Paris, 1990
- avec Ernest Labrousse, Histoire économique et sociale de la France. Tome 1, 1450-1660, PUF, "Quadrige", 1993.
- Colomb ou la logique de l'imprévisible, Paris, F. Bourin, 1993.
- L'héritage: au risque de la haine, Aubier, 1995.
- (en coll.), Baptême de Clovis, baptême de la France, Paris, Balland, 1996.
- (en coll.), Le Basculement religieux de Paris au XVIII siècle, Paris, Fayard, 1998.
- avec Michèle Escamilla, Charles Quint, Paris, Fayard, 2000.
- avec Jacques Renard, La femme et Dieu, Paris, Fayard, 2001
- avec Huguette Chaunu et Jacques Renard, Essai de prospective démographique, Paris, Fayard, 2003
- Des curés aux entrepreneurs : la Vendée au XX siècle, Centre vendéen de recherches historiques, 2004.
- Le Livre noir de la Révolution française, Cerf, 2008